# Isuzu Elf

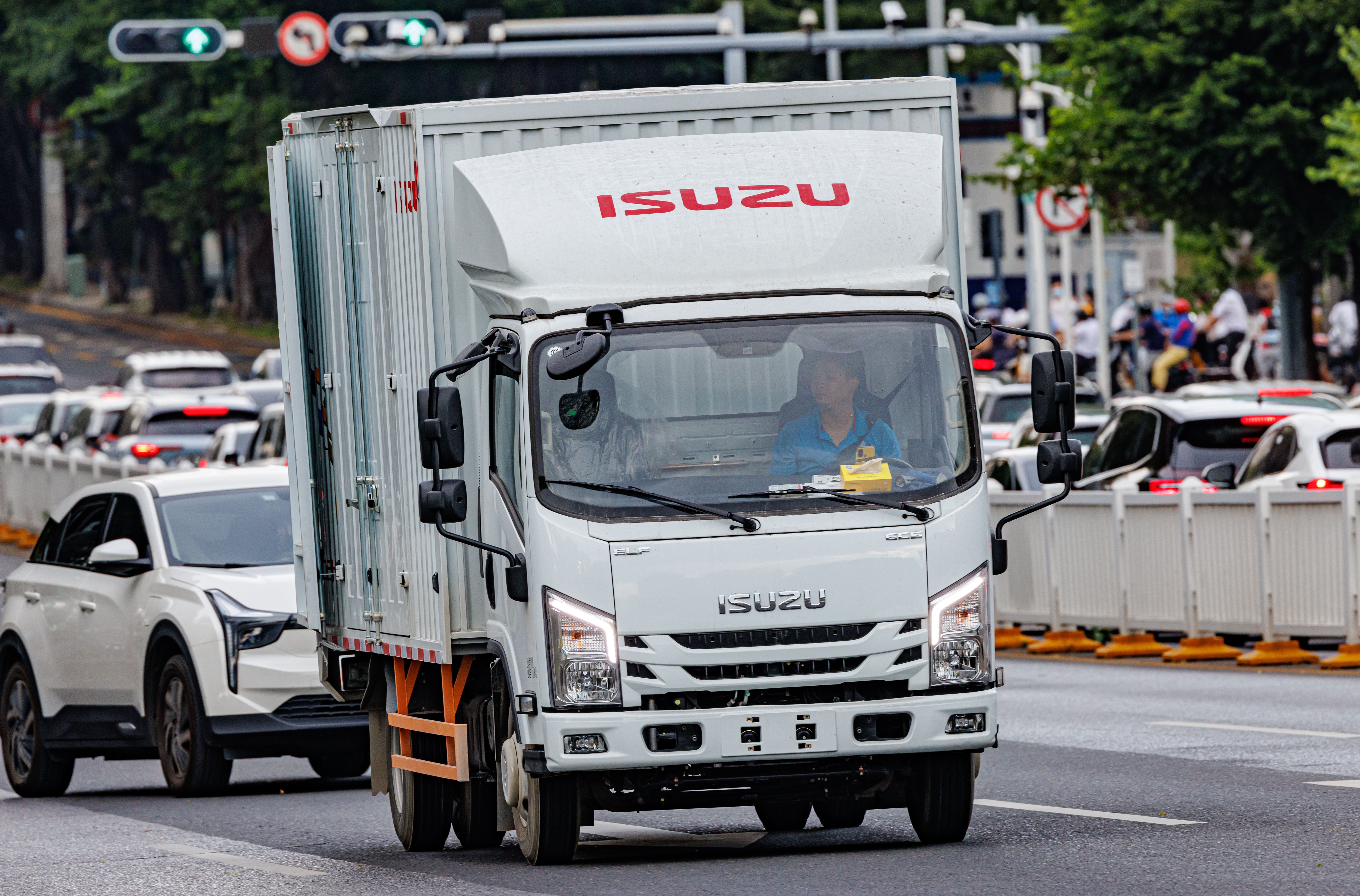
Isuzu Elf, China 2022

Der Isuzu Elf oder auch Isuzu N-Serie ist ein leichter Lastkraftwagen, der von Isuzu seit 1959 in Japan hergestellt wird, Ende 2006 in der sechsten Modellgeneration.
Die Serie ist hauptsächlich in Japan, Hongkong und einigen anderen asiatischen Staaten auf dem Markt und wird auch als Mazda Titan angeboten. Seit Anfang der 1980er-Jahre ist sie auch unter dem Namen Chevrolet W-Serie und GMC W-Serie in den USA, Chile und Peru sowie weiteren amerikanischen Staaten verfügbar. In Ägypten wird sie Chevrolet N-Serie genannt.
In Malaysia wird der Lkw von der Heavy Industries Corporation of Malaysia (HICOM) unter dem Namen HICOM Perkasa gebaut, heißt aber Isuzu N-Serie Commando. Die Fertigung begann 1958. Australien war ebenfalls ein wichtiger Markt für den Elf/N-Serie – insoweit er dort unter Einsatz vieler vor Ort gefertigter Komponenten seit den 1970er Jahren gebaut wurde.
1995 entsteht eine Kooperation zwischen Isuzu und Nissan, der ELF wird von Nissan als Atlas, auf dem europäischen Markt als Nissan Cabstar vertrieben. Die Motoren kommen dabei ebenfalls von Isuzu.
Für Europa wurden diese Fahrzeuge von 2006 bis 2014 bei V.N. Automóveis in Portugal montiert bzw. seither in Italien. Der 3,5-Tonner wird  von einem 3L-Common-Rail-Dieselmotor mit einer Leistung von 110 kW und einem Drehmoment von 375 Nm angetrieben. Der 9-Tonner NPR 275 hat einen 5,2L Vier-Zylinder-16-Ventil-Motor mit 114 kW und 419 Nm Drehmoment (SiTec Series II 4HK1-TCN). Weiter ist inzwischen eine 140 kW-Version mit 513 Nm Drehmoment, ein Automatikgetriebe und Allradantrieb verfügbar. Mitte 2021 wurde auf Basis des NPR-HD eine Hybrid-Variante eingeführt.
Für die Märkte in Chile und Peru werden SKD-Sätze nach Huerchuraba (Chile) geliefert, wo bis zu sieben Lkw pro Tag von 13 Arbeitern montiert werden. Die Teile dieser Lkw kommen aus Japan.
In vielen Märkten war die Elf/N-Serie sehr teuer und wurde durch den ‘’Isuzu Truck’’ ersetzt, seitdem das Modell Anfang der 1980er-Jahre weltweit angeboten wurde. Am 10. Juni 2008 wurde der 20.000. Lkw (N- und F-Serie) im Werk in Huechuraba gebaut.
Die meisten Modelle dieser Lkw kann man durch ihre Frontbeschriftung 'Elf' oder 'NHR', 'NKR', 'NPR', 'NQR', 'NRR' unterscheiden, hinten wird üblicherweise nur die Aufschrift ISUZU angebracht.
In Indonesien wird der Elf nicht nur als Lkw genutzt, sondern auch von örtlichen Stellmacherbetrieben zu Kleinbussen umgebaut. Die Allradantriebsmodelle NHR55 und NKR55 werden gewöhnlich als Reisebus, Schulbus oder zum Transport von Arbeitern eingesetzt.

## Modellpalette

### Japan
- NHR (1,5 t) 4×2
- NHS (1,5 t) 4×4
- NKR (Standard Hi-Cab) 4×2
- NKS (Standard Hi-Cab) 4×4
- NPR (Wide Cab) 4×2
- NPS (Wide Cab) 4×4

### USA und Kanada

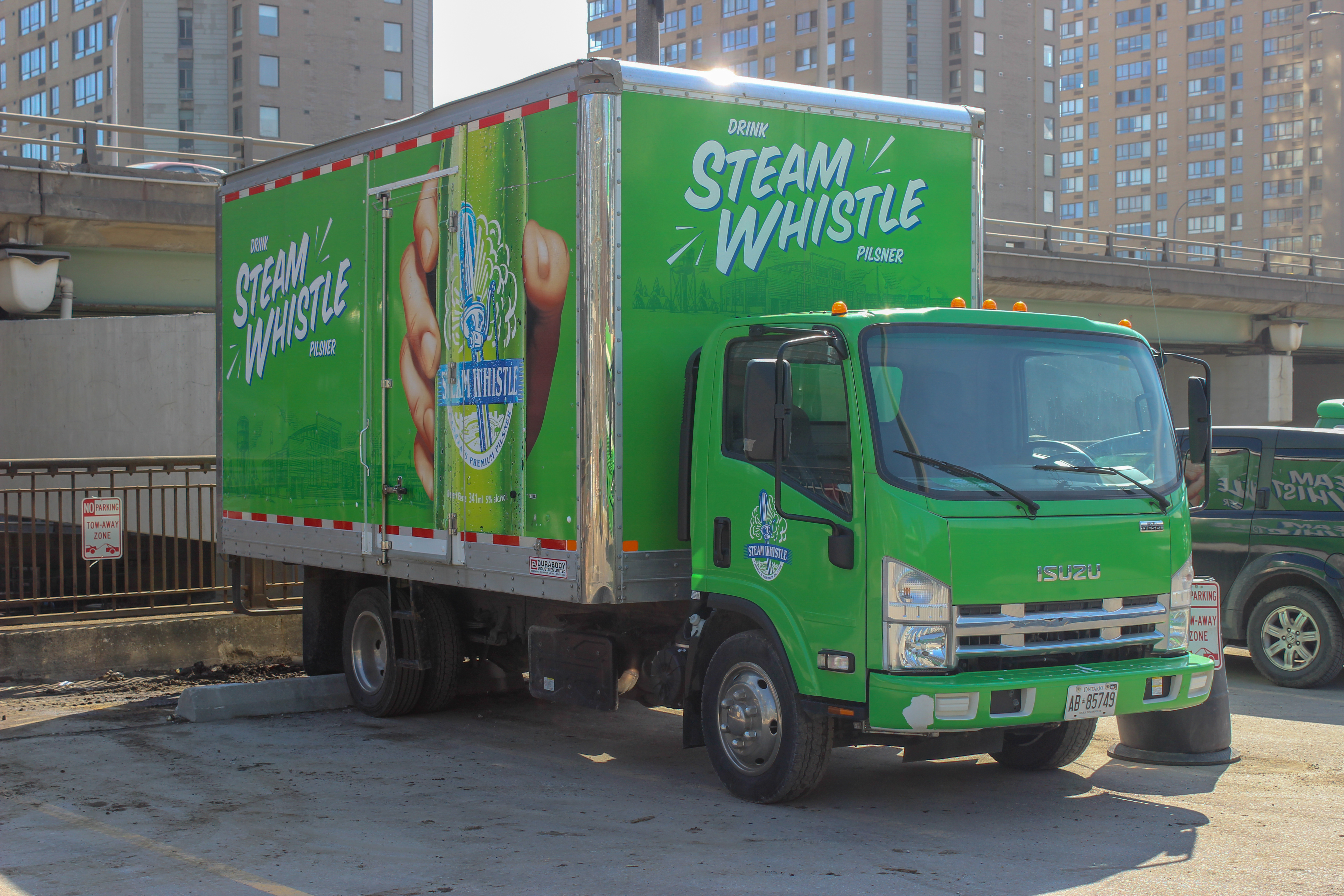
Isuzu NPR (breite Kabine, 7 t) als Bierlieferfahrzeug in Kanada

Angeboten werden Diesel-Modelle von 3 bis 9,5 Tonnen Gesamtgewicht mit schmaler, breiter und langer Kabine, sowie ein Allradmodell.

### Mexiko
- ELF300 (NKR)
- ELF400 (NPR)
- ELF450 (NQR)

### Indonesien
- Elf NHR55 4-wheel
- Elf NKR55 4-wheel (seit 2007, ebenfalls in Russland)
- Elf NKR66 6-wheel (bis 2006)
- Elf NKR71 6-wheel

### Andere Länder
- NHR
- NHS
- NKR
- NKS
- NPR
- NPS
- Elf
- HICOM Perkasa
- Commando

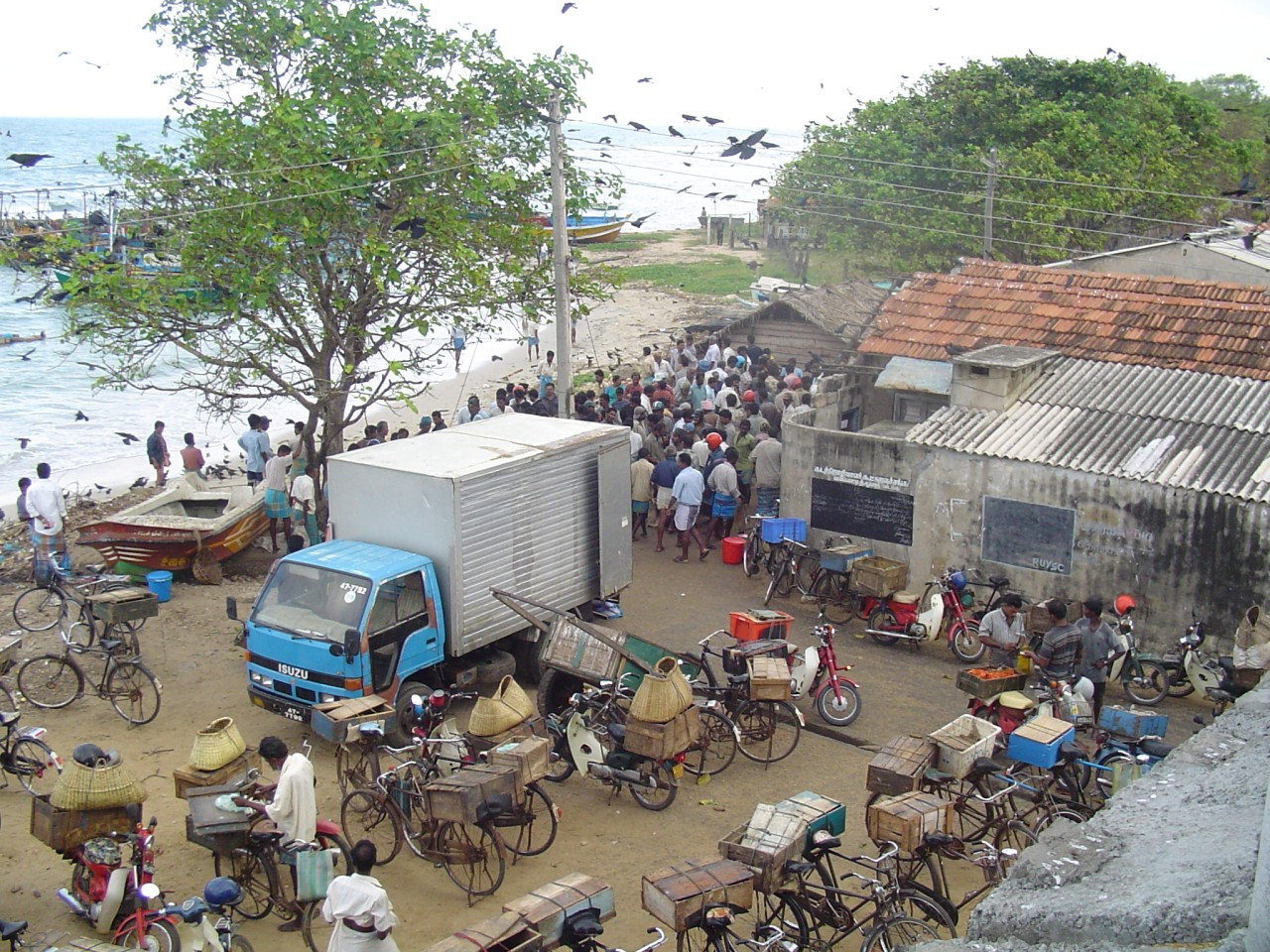
Isuzu Elf auf dem Fischmarkt von Valvettithurai (Sri Lanka)
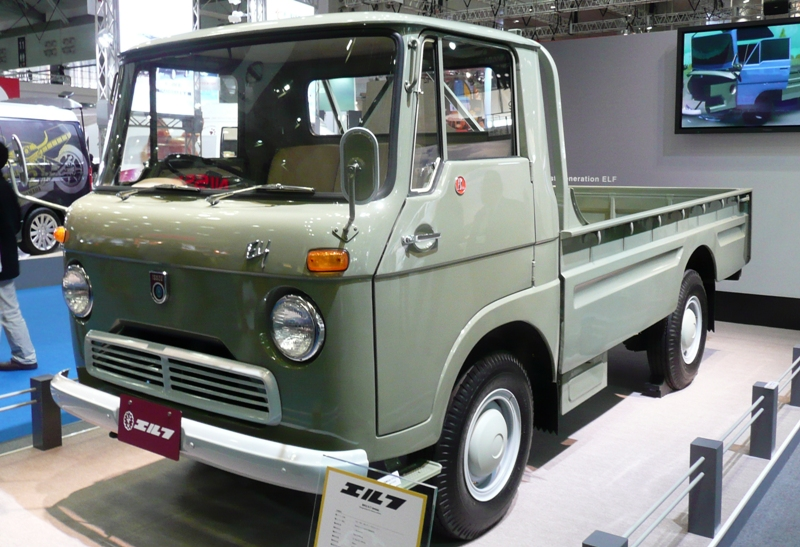
Isuzu Elf 1. Generation, zunächst 1,5L[2] 44 kW
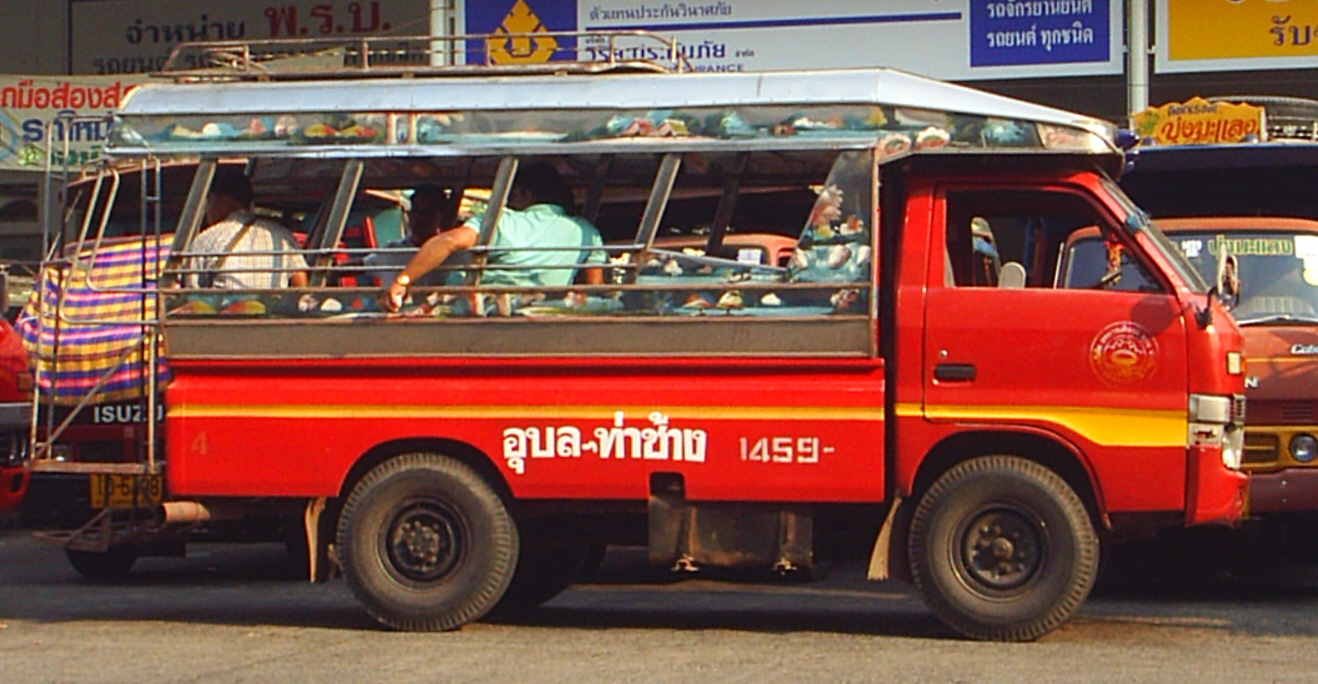
Ein Isuzu Elf in Thailand, als Songthaew (Sammeltaxi) eingesetzt
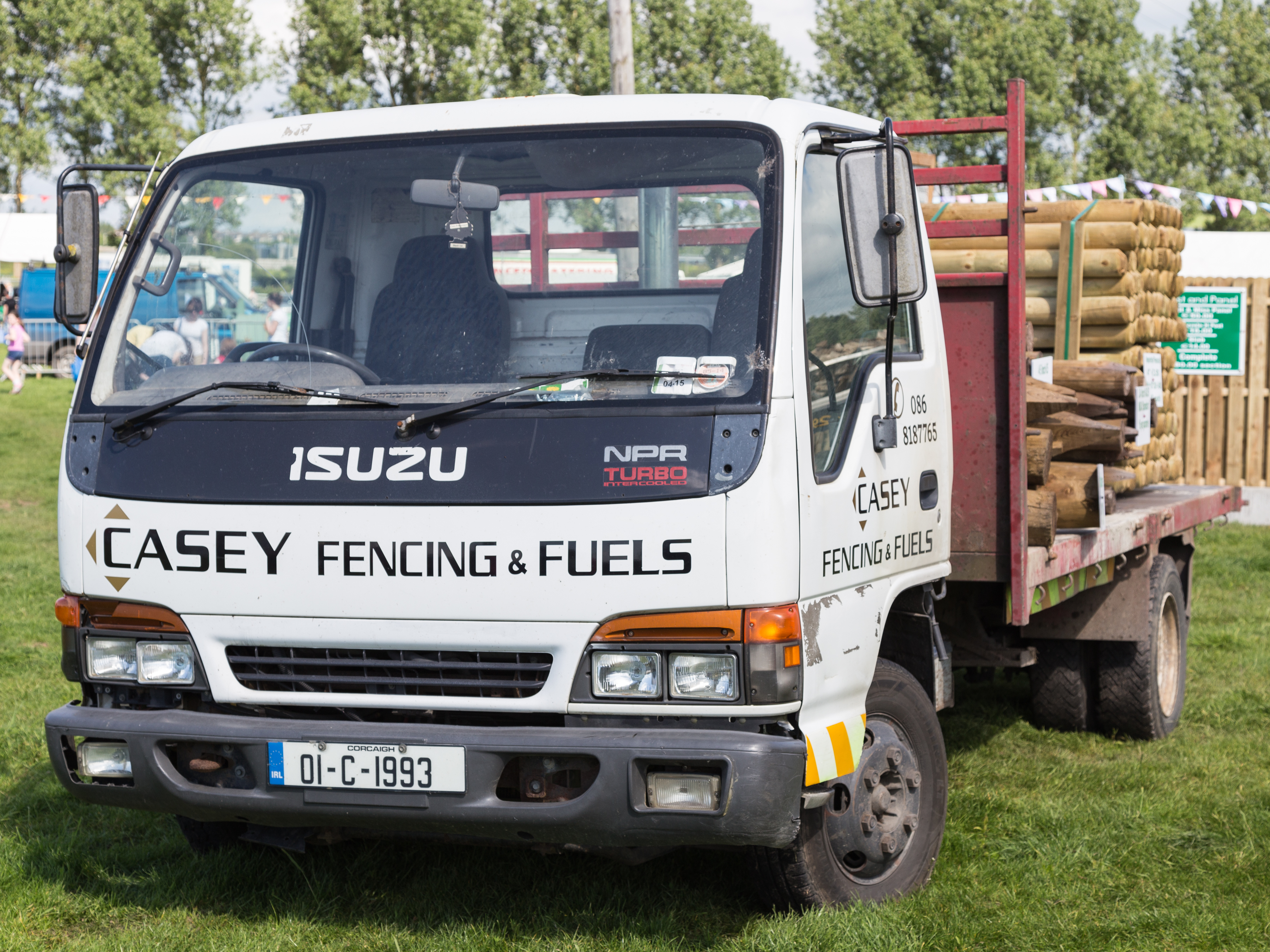
ISUZU NPR in Cork IRL
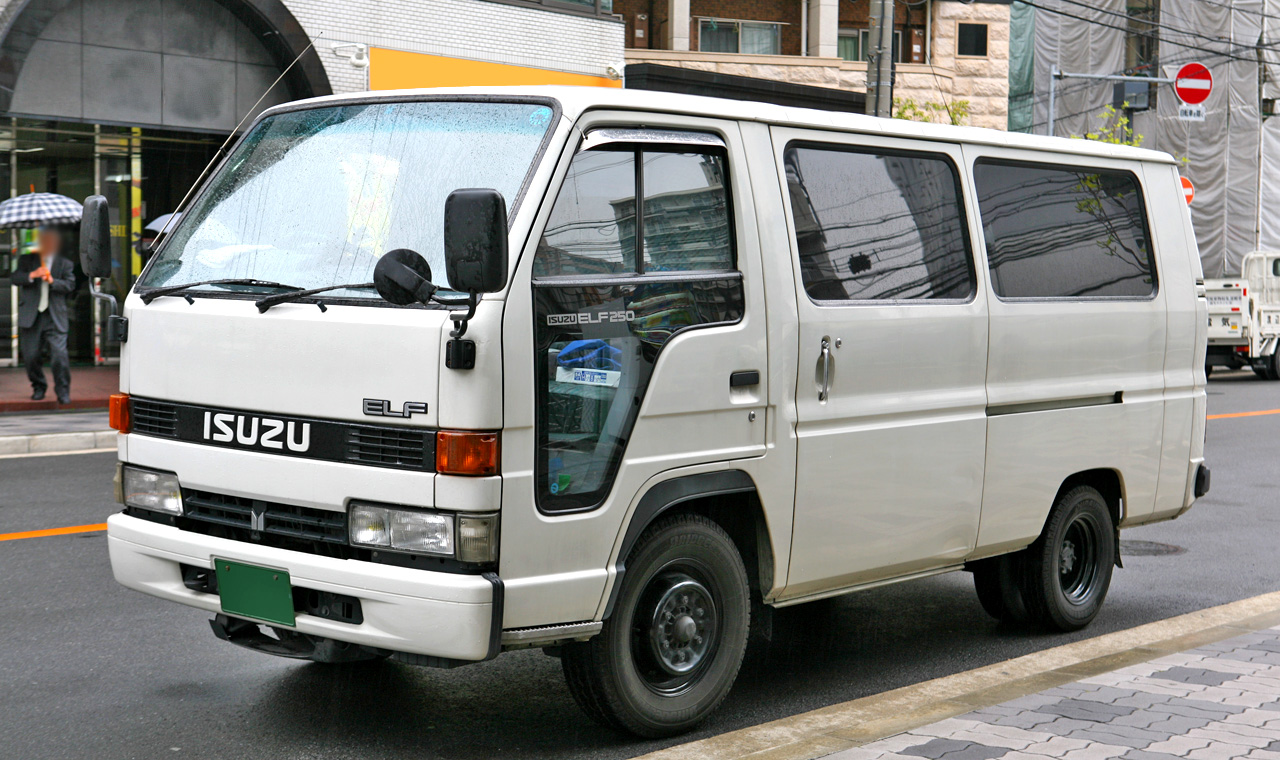
Isuzu Elf Route Van
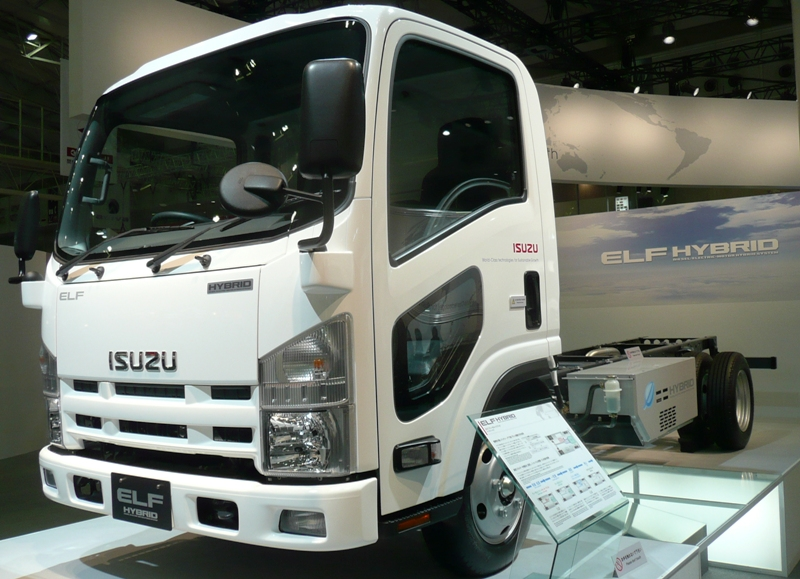
Isuzu Elf Hybrid
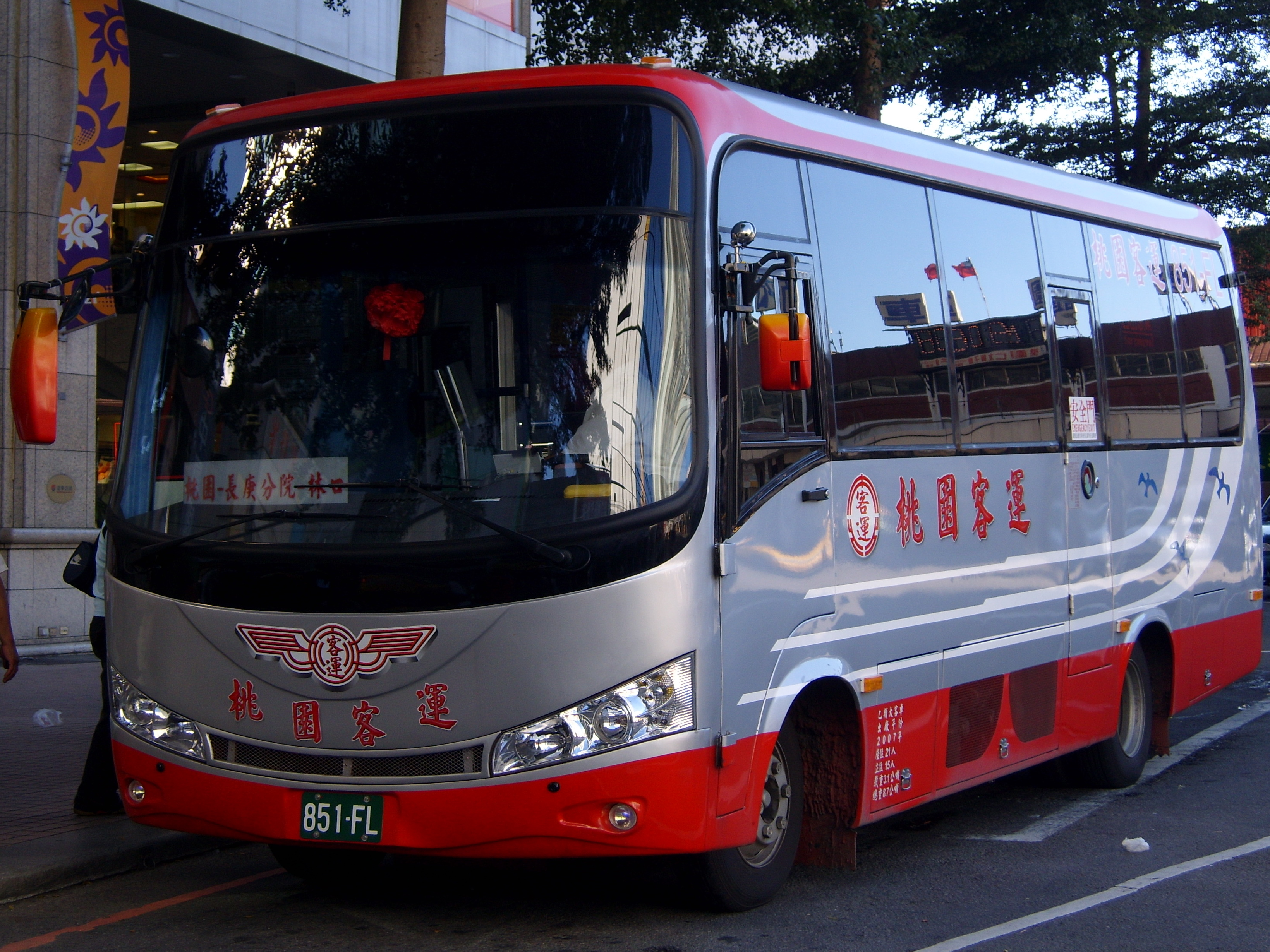
Isuzu NQR Minibus (2007)
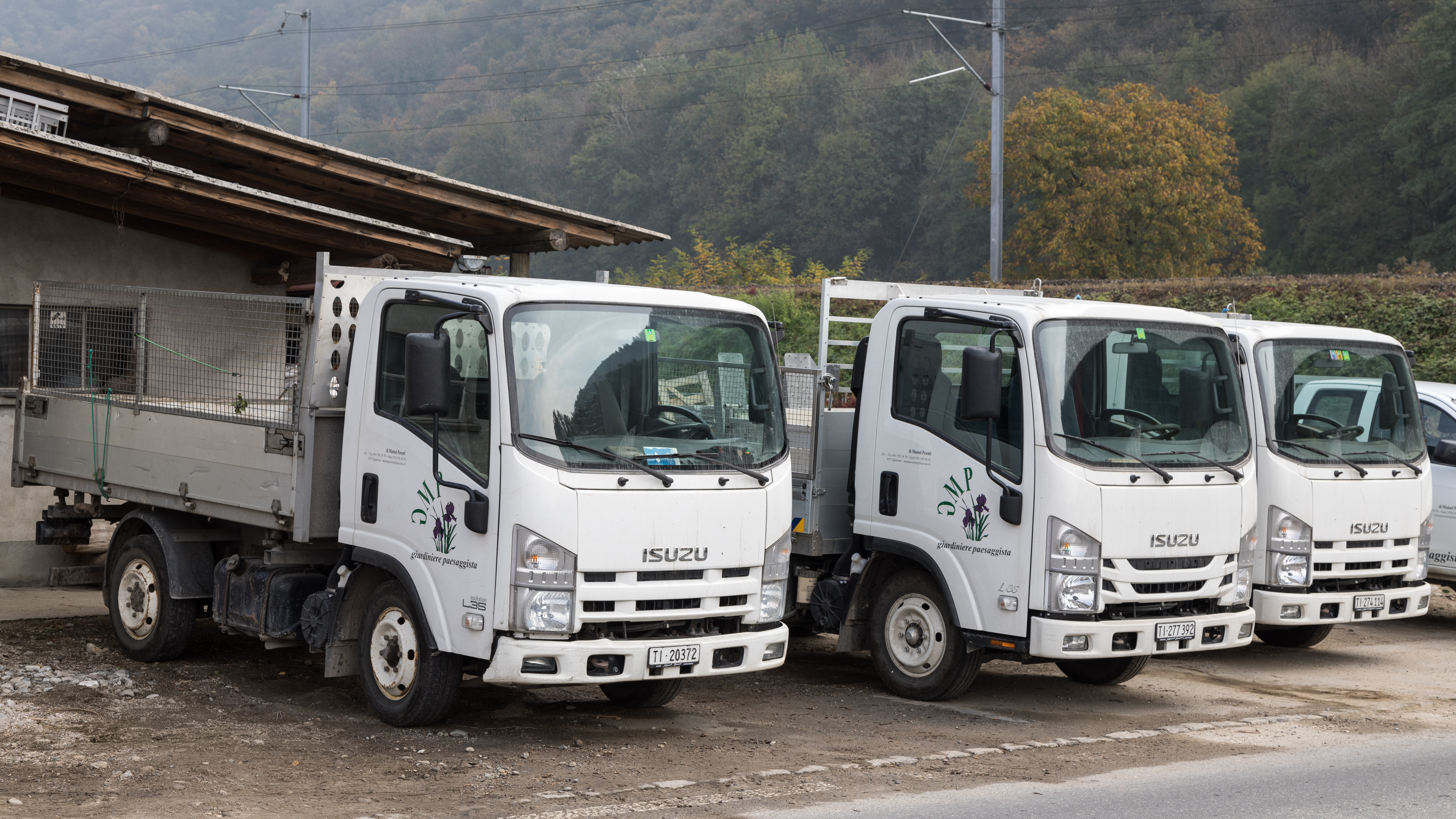
ISUZU N-Series Evolution L35